# 併科
併科（へいか）とは、「懲役・罰金の両方」など、2つ以上の刑罰を同時に課すことを指す。

## 併科が適用される罪
- 各種租税法違反（脱税など）
- 著作権法違反（著作権等侵害等罪など）
- 不正競争防止法違反

など、に対して適用される傾向がある。